# Барайграм
Барайграм (бенг. বরাইগ্রাম, англ. Baraigram) — город на северо-западе Бангладеш, административный центр одноимённого подокруга. Площадь города равна 14,68 км². По данным переписи 2001 года, в городе проживало 16 355 человек, из которых мужчины составляли 51,57 %, женщины — соответственно 48,43 %. Плотность населения равнялась 1114 чел. на 1 км². Уровень грамотности населения составлял 35,2 % (при среднем по Бангладеш показателе 43,1 %). 